# Иван Пейчев (комунист)
Иван Първанов Пейчев е български комунист, офицер, генерал-майор.

## Биография
Роден е на 15 май 1901 г. във Фердинанд. От 16 годишен работи като наемен работник. Между 1917 и 1920 г. е художник в родния си град. В периода февруари 1920-септември 1923 г. е столарски работник в кооперация „Единство“. По това време се изявява и като радиолюбител. От 1919 г. е в Комсомола, а от 1924 г. е член на БКП. Взема участие в Септемврийското въстание. През 1925 г. емигрира в СССР. Осъден е на 12 години затвор задочно. Тук става член на ВКП (б). В СССР се подвизава под името Иван Парванович Пейчев. От 1925 до 1928 г. учи в Комунистическия университет за национални малцинства от Запада. Между 1929 и 1930 г. изкарва радиокурс в Минск. От май 1930 г. работи в радиослужбата на ИККИ. През 1933 г. заминава за Гърция, където организира свръзките межку ЦК на КПГ. След това отива в Чехословакия, където подготвя радисти за работа в различни страни. През 1934 г. се завръща в България, за да организира радиовръзките с ЦК на БКП. Подготвя радисти за Червената армия, Коминтерна и военното разузнаване на СССР.
От 1941 до 1942 г. отново се завръща в България и живее в София. През есента на 1943 г. се заема по заповед на съветското разузнаване да възстанови някои от разкритите радиогрупи от немското разузнаване. Той не успява да стигне до България, но установява връзка чрез югославските партизани. След 9 септември 1944 г. влиза в органите на МВР. Генерал-майор от 1945 г. По-късно е републикански съдия по радиолюбителски спорт. Бил е помощник-министър на вътрешните работи, отговарящ за кадрите през 50-те години. Умира в София на 1 септември 1968 г.